# Lobiancopora hyalina
Lobiancopora hyalina is een mosdiertjessoort uit de familie van de Alcyonidiidae. De wetenschappelijke naam van de soort is voor het eerst geldig gepubliceerd in 1889 door Pergens.